# Вебі-Шебелле
Вебі-Шебелле, Вебі-Шебелі, Шебелле (сом. Webi Shabeelle, італ. Uebi Scebeli) — річка в Сомалі та Ефіопії. Бере початок в Ефіопії, територією якої протікає близько 1000 км. Впадає в Індійський океан.

## Гідрологія
Довжина близько 1600 км, площа басейну — близько 194 000 км². Має ряд приток, як сезонних, так і постійних річок, серед яких — Еррер, Галетті, Уабі. Річка Фафен досягає Уебі-Шабелле лише під час сильних дощів: її води зазвичай вичерпуються до того, як досягти головної річки.
Басейн річки являє собою переважно савану.